# Ernst Leybold
Ernst Leybold (* 17. November 1824 in Rothenburg ob der Tauber; † 10. Februar 1907 in Köln) war ein Kölner Unternehmer, der als Pionier der Vakuumtechnik gilt.

## Werdegang
Sein Vater Johann Sebastian Leybold (1791–1876) war Großhändler für Landbedarf und mit Sabine geb. Renger (1790–1866) verheiratet. Ihr Sohn Ernst verließ im Jahre 1846 im Alter von 22 Jahren Rothenburg und begann bei dem Speditionsunternehmen Gustav Böcker in Köln als Kommis. Er wohnte zur Miete bei Martin Kothe, der einen Wein- und Apothekenhandel betrieb. Seit 1850 führte Leybold eine Agentur für Kaffee-Importe und Kolonialwaren. Nachdem sein Vermieter 1851 unerwartet verstorben war, übernahm er im Auftrag der geschäftsunerfahrenen Witwe Kothe im Mai 1851 die Geschäftsführung und benannte als Mitgesellschafter das Unternehmen in Leybold & Kothe um, das sich nunmehr auf den Vertrieb physikalisch-technischer Apparate konzentrierte. Bereits 1862 wurden seine Apparate in der Fachliteratur „bestens empfohlen“. Seit März 1863 hieß die Firma „Ernst Leybold“, die er nunmehr als Alleingesellschafter fortführte. Er konzentrierte sich auf den Apothekenbedarf für physikalische und pharmazeutische Apparate wie Vakuumteile (etwa Pumpen oder Flanschverbindungen), was sich als wirtschaftlich sehr erfolgreich herausstellte.
Im Juni 1864 eröffnete er sein Hauptgeschäft in einem für 23.350 Taler von ihm erworbenen Neubau in der Schildergasse 96a/Brüderstraße 3–5, wo er zu dieser Zeit mit Eigenfertigung begann. Ende 1865 erwarb er zusammen mit Julius von Holleben die erst 1864 gegründete Rheinische Glashütten-Actien-Gesellschaft in Köln-Ehrenfeld, Venloer Straße 356.
Nachdem Leybold im Jahr 1867 bei einem Spaziergang auf die Marienburg und ihre Umgebung aufmerksam geworden sein soll, erwarb er zusammen mit dem Leipziger Kommerzienrat Adolph Davignon im Februar 1868 ein rund 60 Hektar großes Areal (20 Morgen Park und 240 Morgen Feldern) mit Herrenhaus und dem Gutshof Marienburg in der später entstehenden Villenkolonie Köln-Marienburg, deren Felder bis zur Bonner Straße reichten, vom Bankhaus Sal. Oppenheim. Sein wirtschaftlich erfolgreiches Unternehmen veräußerte er im Januar 1870 an seinen Teilhaber Otto Ladendorff und den Kaufmann Emil Schmidt – allerdings ohne die Liegenschaften in der Schildergasse. Ladendorff und Schmidt führten die Firma als „E. Leybold’s Nachfolger“ erfolgreich weiter. Im Juli 1967 fusionierte das inzwischen weltbekannte Unternehmen mit der Heraeus Hochvakuum GmbH (Hanau) zu Leybold-Heraeus, deren Hauptsitz bis September 1987 auf der Bonner Straße 498 blieb.

## Immobiliengeschäfte
Ernst Leybold erkannte den Vorteil des Personenbahnhofs Köln-Ehrenfeld und erwarb 1867 sieben Jahre nach dessen Eröffnung das hier benachbarte Gelände vom Ziegelfabrikanten Johann Wahlen. Nach Parzellierung verkaufte er es weiter an mehrere Bauunternehmen. Er widmete sich ab 1870 zunehmend seinen 1867 begonnenen Immobiliengeschäften und gründete 1880 die Immobiliengesellschaft „Leybold & Cie.“, die sich auf die Bauplanung der Villenkolonie Köln-Marienburg konzentrierte. Daraufhin beschloss er zusammen mit Geschäftspartner Adolph Davignon, von dort aus die Anlage einer Villenkolonie als Vorstadt mit den Vorzügen eines städtischen Lebens und ländlicher Umgebung zu planen, die bis an den Ortsrand von Rodenkirchen reichen sollte. Durch den Erwerb 80 weiterer Parzellen erhielt Leybold ein entsprechendes Baugebiet. 1871 wurde er mit der Übernahme der Anteile von Davignon alleiniger Eigentümer der Marienburg, das Herrenhaus des Guts Marienburg bezog er 1874 selbst, die Landwirtschaft verpachtete er. Im Jahre 1873 ließ er aufwändige Erdarbeiten beginnen, bei denen Schichten bis zu 3 Metern abgetragen wurden. Im Februar 1874 beauftragte er die Hamburger Ingenieure Avé Lallemant und G. Westendorp mit einem Bebauungsplan für die Villenkolonie. 1876 gründete er die „Immobiliengesellschaft Marienburg“ (1876–1879). Um 1878 wurde eine Straße in Marienburg nach ihm benannt.
Verkauf und Bebauung der Parzellen verliefen jedoch schleppend, so dass Leybold in Finanzprobleme geriet. Um Kapital zu erhalten, gründete er 1879 die „Actiengesellschaft Marienburg-Cöln“, die das „Projekt Marienburg“ weiterbetrieb. Er verpachtete 1879 sein Haus als Ausflugslokal und zog selbst in ein Kölner Mietshaus um. Erst Ende 1891 ging das Marienburger Grundeigentum an die inzwischen aus der Leybold & Cie. hervorgegangene „Kölnische Immobiliengesellschaft AG“ über, in der Leybold einer von zwei Direktoren war. Nachdem sich die Voraussetzungen für Marienburg verbessert halten (im April 1888 Eingemeindung nach Köln, 1896 Bebauungsplan mit Verkehrsanbindung), beschleunigte sich der Ausbau des Villenvororts. Die Immobiliengesellschaft baute meist Villen für wohlhabende Kunden. Leybold, der nicht wieder nach Marienburg zog, blieb bis zu seinem Tode im Jahre 1907 Direktor der Gesellschaft.
Leybold starb 1907 im Alter von 82 Jahren, seine Grabstätte befindet sich auf dem Kölner Melaten-Friedhof (Flur 48 B).